# Numenius tahitiensis
El zarapito del Pacífico (Numenius tahitiensis) es una especie de ave Charadriiforme de la familia Scolopacidae que nidifica en Alaska e iverna en Oceanía.

## Características
Estas aves tienen una longitud corporal de unos 43 centímetros y una envergadura de unos 83 centímetros.
Pesan alrededor de los 490 gramos. Al igual que muchas especies del género Numenius, las hembras son de mayor tamaño y poseen un pico más largo que el de los machos.
Su población se estima alrededor de los 7000 ejemplares.
Se alimentan de una gran variedad de plantas, como flores y fresas, y de insectos y huevos de otras aves, los cuales abren utilizando una piedra.

## Migración
El zarapito del Pacífico anida entre los meses de mayo y julio en la tundra de Alaska.
En agosto se juntan en el Yukon-Kuskokwin Delta y emigran hacia el sur, pasando por Japón y las Filipinas, para aterrizar hasta a 6.000 kilómetros de distancia e invernar en archipiélagos del Pacífico, como Fiyi, Tonga, Samoa y la Polinesia Francesa. Incluso se les encuentra en la Isla de Pascua (Chile).